# Ясениця (гміна)
Гміна Ясениця (пол. Gmina Jasienica) — сільська гміна у південній Польщі. Належить до Бельського повіту Сілезького воєводства.
Станом на 31 грудня 2011 у гміні проживало 22335 осіб.

## Територія
Згідно з даними за 2007 рік площа гміни становила 91.57 км², у тому числі:
- орні землі: 68.00%
- ліси: 16.00%

Таким чином, площа гміни становить 20.03% площі повіту.

## Населення
Станом на 31 грудня 2011:
| Опис     | Загалом | Загалом | Чоловіки | Чоловіки | Жінки | Жінки |
| -------- | ------- | ------- | -------- | -------- | ----- | ----- |
| одиниця  | осіб    | %       | осіб     | %        | осіб  | %     |
| все      | 22335   | 100     | 11003    | 49.26    | 11332 | 50.74 |
| міське   | 0       | 100     | 0        |          | 0     |       |
| сільське | 22335   | 100     | 11003    | 49.26    | 11332 | 50.74 |

## Сусідні гміни
Гміна Ясениця межує з такими гмінами: Бренна, Скочув, Хибе, Чеховіце-Дзедзіце, Явоже.